# Rio Corbul Viştei
O Rio Corbul Viştei é um rio da Romênia, afluente do Olt, localizado no distrito de Braşov.